# فرانکلینتون (لوئیزیانا)
فرانکلینتون (به انگلیسی: Franklinton) شهری در ایالت لوئیزیانا کشور ایالات متحده آمریکا است که جمعیت آن در سرشماری سال ۲۰۱۰ میلادی، ۳٬۸۵۷ نفر بوده‌است.